# 森下宗
森下 宗（もりした つかさ、1991年2月23日 - ）は、静岡県掛川市出身の元プロ野球選手（外野手）。左投左打。NPBでは育成選手であった。

## 経歴
掛川工業高時代、3年時の夏は静岡県予選2回戦で沼津東高に3-4で敗れる。甲子園出場経験は無し。
愛知工業大学に進学すると、愛知大学野球連盟に加盟している野球部に入部する。3年時の秋には、トップバッターとしてリーグ2位となる打率.349を記録し、ベストナインを獲得。しかし、4年時の春には打撃フォームを崩し打率.159と低迷し、チームも2部に降格してしまう。秋も、2部で4位に終わり1部復帰は果たせなかった。
2012年10月25日、プロ野球ドラフト会議で広島東洋カープから育成選手ドラフト2位指名を受けた。
2014年シーズンは独立リーグの愛媛マンダリンパイレーツへ派遣され、78試合に出場。打率.272、打点13、盗塁18という成績だった。
2015年10月1日、戦力外通告を受けた。
引退後は、静岡県内で勤務の傍ら掛川リトルシニアの監督を務めている。

## 選手としての特徴・人物
50m走5秒8の俊足と守備範囲の広さが武器の外野手。
プロ入り後の新人選手を対象とした体力測定で、エアロバイクで体重1kgあたりの生み出すパワーを測定した際に、一般的な競輪選手よりも高い数値をマークした。

## 詳細情報

### 年度別打撃成績
- 一軍公式戦出場なし

### 独立リーグでの年度別打撃成績
| 年 度     | 球 団     | 打 率 | 試 合 | 打 席 | 打 数 | 得 点 | 安 打 | 二 塁 打 | 三 塁 打 | 本 塁 打 | 打 点 | 三 振 | 四 球 | 死 球 | 犠 打 | 犠 飛 | 盗 塁 | 長 打 率 | 出 塁 率 | 併 殺 打 | 失 策 |
| --------- | --------- | ----- | ----- | ----- | ----- | ----- | ----- | -------- | -------- | -------- | ----- | ----- | ----- | ----- | ----- | ----- | ----- | -------- | -------- | -------- | ----- |
| 2014      | 愛媛      | .272  | 78    | 327   | 283   | 34    | 77    | 4        | 0        | 1        | 13    | 60    | 28    | 5     | 9     | 2     | 18    | .296     | .345     | 5        | 4     |
| 通算：1年 | 通算：1年 | .272  | 78    | 327   | 283   | 34    | 77    | 4        | 0        | 1        | 13    | 60    | 28    | 5     | 9     | 2     | 18    | .296     | .345     | 5        | 4     |

### 背番号
- 136（2013年 - 2015年）
- 36（2014年） ※愛媛マンダリンパイレーツでの背番号